# EBay API
eBay API — серце інтерфейсу програмування додатків для прямої взаємодії з базами даних eBay. Спілкування відбувається через Інтернет у форматі XML. Використовуючи API, додаток може надати користувацький інтерфейс, функціональність та спеціалізовані операції, що не можуть бути доступними в інтерфейсі eBay.

## Функціональність
За допомогою eBay API розробники можуть створювати програми, які можуть:
- показати списки eBay;
- отримати найціннішу інформацію про продані речі;
- отримати поточний список категорій eBay;
- залишити відгук про інших користувачів після завершення торгової операції;
- отримати списки товарів, які конкретний користувач зараз продає;
- отримати списки товарів, які конкретний користувач зробив запропонував;
- подавати товари для списків у eBay;
- переглядати інформацію про товари, які містяться в eBay.

Оскільки API не залежить від інтерфейсу eBay користувача, це дозволяє створювати стабільні, користувацькі функції та інтерфейси, які відповідають потребам бізнесу.

## eBay API
- Trading Api
- Feedback Api
- Open Api